# Calyptrochaeta japonica
Calyptrochaeta japonica là một loài rêu trong họ Daltoniaceae. Loài này được Cardot & Thér. Z. Iwats. & Nog. mô tả khoa học đầu tiên năm 1979.